# Leptocometes umbrosus
Leptocometes umbrosus es una especie de escarabajo longicornio del género Leptocometes, tribu Acanthocinini, subfamilia Lamiinae. Fue descrita científicamente por Thomson en 1864.

## Descripción
Mide 8,5-9 milímetros de longitud.

## Distribución
Se distribuye por Argentina, Brasil y Paraguay.